# 韋斯特蓋特法姆斯 (特拉華州)
韋斯特蓋特法姆斯（英語：Westgate Farms）是位於美國特拉華州紐卡斯爾縣的一個非建制地區。該地的面積和人口皆未知。

## 地理
韋斯特蓋特法姆斯的座標為39°46′00″N 75°39′39″W / 39.76667°N 75.66083°W，而該地的平均海拔高度為85米（即279英尺）。